# NGC 3684
NGC 3684 (również PGC 35224 lub UGC 6453) – galaktyka spiralna (Sbc), znajdująca się w gwiazdozbiorze Lwa. Prawdopodobnie odkrył ją William Herschel 17 kwietnia 1784 roku. Niezależnie odkrył ją John Herschel 17 marca 1831 roku.